# Фархутдинов, Игорь Павлович
Игорь Павлович Фархутдинов (16 апреля 1950 — 20 августа 2003) — российский политический деятель, губернатор Сахалинской области c 1995 года по 2003 год.

## Биография
Родился 16 апреля 1950 года в Новосибирске. Мать — коренная сибирячка, отец — татарин. Дед по материнской линии воевал на Сахалине в русско-японскую войну.

### Образование и трудовая деятельность
В 1972 окончил Красноярский политехнический институт по специальности «инженер-экономист». Доктор экономических наук. C 1972 по 1977 год — инженер, начальник смены, начальник цеха Тымовской электростанции, Сахалинская область.
Выступал за регбийную команду «Политехник» (ныне «Красный Яр») Красноярского политехнического института, тренером которой был Леонид Сабинин.

### Политическая деятельность
С 1977 по 1985 год — второй, затем — первый секретарь Тымовского райкома ВЛКСМ, заведующий отделом Сахалинского обкома ВЛКСМ, инструктор Сахалинского обкома КПСС.
С 1985 по 1991 год был мэром Невельска. До августа 1991 года состоял в КПСС.
С 31 декабря 1991 по 24 апреля 1995 год — председатель Южно-Сахалинского горисполкома, мэр города Южно-Сахалинска.
В 24 апреля 1995 года был назначен главой администрации Сахалинской области.
С 1995 года — в руководящих органах движения «Наш дом — Россия».
В 1996 и 2000 годах одержал убедительную победу на губернаторских выборах.
С января 1996 года в Совете Федерации был членом комитета по бюджету, налоговой политике, финансовому, валютному и таможенному регулированию, банковской деятельности.
С 13 марта по 27 сентября 2002 — член президиума Государственного совета Российской Федерации.
В апреле 2002 года возглавил рабочую группу Государственного Совета по разработке основных принципов государственной политики в развитии банковской системы России.
В мае 2002 года включен в состав российской делегации для участия в Конгрессе местных и региональных властей Европы на 2002—2004 годы.

### Гибель и похороны
20 августа 2003 года на Камчатке пропал вертолёт Ми-8, на борту которого находилась группа руководящих сотрудников администрации Сахалинской области во главе с губернатором Игорем Фархутдиновым. Вертолёт в 05.40 по московскому времени вылетел с вертолётной площадки «Излучина» в направлении Северо-Курильска (остров Парамушир Курильской гряды). Около 06.40 мск экипаж вертолёта не вышел на контрольный сеанс связи, машина к месту назначения не прибыла.
23 августа обгоревшие обломки вертолёта были обнаружены в 150 км южнее Петропавловска-Камчатского. Погибли все 17 пассажиров — в том числе губернатор, его помощник Юрий Шувалов, руководитель пресс-центра сахалинской администрации Дмитрий Донской и 3 члена экипажа.
Первоначально Игоря Фархутдинова планировалось похоронить на Новодевичьем кладбище в Москве, но епископ Южно-Сахалинский Даниил (Доровских) убедил родственников, что похоронить погибших следует на Сахалине: «Супруга покойного сказала: „Будем хоронить на Новодевичьем кладбище в Москве“. Другие вдовы тоже не собирались хоронить своих мужей на Сахалине. Но если бы это произошло, была бы допущена огромная ошибка. Ведь мы же говорим, что это наши острова. Епархия вышла с предложением — похоронить погибших в областном центре рядом с алтарем храма. Вице-губернатор нас поддержал. Вдовы согласились. Но возникла другая проблема. В газетах начали печатать статьи, в которых задавали вопрос: зачем нам в центре города кладбище? <…> Кампания против захоронения погибших около храма была, как выяснилось, акцией человека, который приобрёл землю близ церкви. Наше предложение вошло в противоречие с его корыстными планами». В итоге был похоронен на территории Воскресенского кафедрального собора в Южно-Сахалинске, строительству которого он содействовал.

## Награды
- Орден «За заслуги перед Отечеством» IV степени (12 ноября 1999 года) — за большой вклад в развитие топливно-энергетического комплекса Сахалинской области и Дальневосточного региона, в разработку и реализацию международного нефтегазового проекта «Сахалин-2»[9].
- Орден Почёта (15 января 1997 года) — за достигнутые успехи в труде, большой вклад в проведение экономических преобразований и в связи с 50-летием образования Сахалинской области[10].
- Благодарность Президента Российской Федерации (12 августа 1996 года) — за активное участие в организации и проведении выборной кампании Президента Российской Федерации в 1996 году[11].
- Почётная грамота Правительства Российской Федерации (11 апреля 2000 года) — за большой вклад в социально-экономическое развитие Сахалинской области и многолетний добросовестный труд[12]
- Орден Святого Благоверного князя Даниила Московского II степени (апреле 2000; РПЦ)[7].

## Увековечение памяти
В 2004 году в честь Фархутдинова были названы пассажирский теплоход и нефтеналивной танкер. 21 марта 2004 года теплоход (бывший «Адмирал Лазарев») вышел в первый рейс из порта Холмск в Японию. Сейчас используется на регулярной пассажирской линии Корсаков — Шикотан — Кунашир — Итуруп, строительство танкера было завершено в этом же году в Хорватии.
16 апреля 2005 года в областной универсальной научной библиотеке Южно-Сахалинска состоялась открытие выставки, посвященной памяти погибшего губернатора, и презентация книги «Игорь Павлович Фархутдинов: страницы жизни», изданной при поддержке региональной администрации.
10 февраля 2017 года премьер-министр России Дмитрий Медведев подписал распоряжение о присвоении имени И. П. Фархутдинова ранее безымянному острову Курильской гряды.